# Уолдгрейв, Уильям Фредерик, 9-й граф Уолдгрейв
Уильям Фредерик Уолдгрейв, 9-й граф Уолдгрейв (англ. William Frederick Waldegrave, 9th Earl Waldegrave; 2 марта 1851 — 12 августа 1930) — британский консервативный политик. Он носил титул учтивости — виконт Чьютон с 1854 по 1859 год.

## Происхождение и образование
Родился 2 марта 1851 года. Старший сын Уильяма Уолдгрейва, виконта Чьютона (1816—1854), старшего сына вице-адмирала Уильяма Уолдгрейва, 8-го графа Уолдгрейва (1788—1859). Его матерью была Фрэнсис Барстард (1825—1902), дочь капитана Джона Бастарда и Фрэнсис Уэйд.
Он получил титул виконта Чьютона в октябре 1854 года после смерти своего отца. В октябре 1859 года, в возрасте восьми лет, он сменил своего деда на графском титуле.
Он получил образование в Итонском колледже и Тринити-колледже в Кембридже, в котором в 1873 году получил степень бакалавра искусств.

## Военная карьера
Лорд Уолдгрейв был зачислен в 3-й Кембриджширский стрелковый добровольческий корпус в 1869 году. Он получил чин лейтенанта в 1870 году и ушел в отставку со званием капитана в 1872 году. В 1873 году ему было присвоено чина прапорщика 1-го Лондонского стрелкового добровольческого корпуса в 1873 году, он получил чины лейтенанта и капитана в 1874 году и майора в 1886 году. Вышел в отставку в чине подполковника.

## Политическая карьера
Лорд Уолдегрейв заседал в Палате лордов от консерваторов. Он занимал пост лорда в ожидании в правительстве лорда Солсбери в 1886—1892, 1895—1896 годах.
В августе 1896 года он получил должность капитана йоменской гвардии и главного кнута правительства в Палате лордов. Он продолжал занимать эти должности до 1905 года, последние три года в правительстве премьер-министра Артура Бальфура. Он оставался главой консервативной партии в Палате лордов до 1911 года.
В 1897 году лорд Уолдгрейв стал членом Тайного совета Великобритании. Он был назначен заместителем лейтенанта графства Сомерсет в январе 1911 года.

## Семья
5 августа 1874 года лорд Уолдегрейв женился на своей двоюродной сестре, леди Мэри Доротее Палмер (25 марта 1850 — 8 ноября 1933), дочери Роунделла Палмера, 1-го графа Селборна, и леди Лоры Уолдгрейв. У супругов было трое детей:
- Леди Мэри Уилфреда Уолдгрейв (1875 — 25 декабря 1947), в 1900 году она вышла замуж за преподобного Ричарда Обри Чичестера Бевана (1860—1925), от брака с которым у неё было пятеро детей.
- Леди Лора Маргарет Уолдгрейв (1880 — 8 ноября 1959), 1-й муж с 1899 года Альфред Миллингтон Ноулз (1871—1900); 2-й муж с 1904 года Реджинальд Николсон (1867—1952). Четверо детей от второго брака.
- Уильям Эдвард Сеймур Уолдгрейв, 10-й граф Уолдгрейв (2 октября 1882 — 30 января 1933).

Лорд Уолдгрейв скончался в августе 1930 года в возрасте 79 лет, и ему наследовал его единственный сын Уильям.